# Bernhard Teicke
Bernhard Teicke (* 20. April 1966 in  Münden) ist ein deutscher Brigadegeneral der Luftwaffe.

## Militärischer Werdegang
Teicke trat 1985 in die Bundeswehr ein. Nach seiner Ausbildung zum Offizier der Luftwaffe und zum Strahlflugzeugführer war er zunächst als Jagdflugzeugführer auf dem Waffensystem F-4F Phantom beim Jagdgeschwader 71 „Richthofen“ in Wittmund eingesetzt. Von 1998 bis 2000 führte er die 2. Jagdstaffel des Jagdgeschwaders 71 „Richthofen“ als Staffelkapitän.
Von 2000 bis 2002 absolvierte er den Lehrgang General-/Admiralstabsdienst (LGAN) an der Führungsakademie der Bundeswehr in Hamburg. Es folgten Verwendungen im Führungsstab der Luftwaffe in Bonn und beim Joint Force Command der NATO in Brunssum. Von 2006 bis 2009 führte Teicke die Fliegende Gruppe des Jagdgeschwaders 73 „Steinhoff“ in Laage als Kommandeur. Danach folgte eine Verwendung im Bundesministerium der Verteidigung (BMVg) in Berlin. Von Oktober 2012 bis Juni 2016 führte Teicke das Taktische Luftwaffengeschwader 73 „Steinhoff“ als Geschwaderkommodore. Nach einer anschließenden Verwendung als Referatsleiter in der Abteilung Planung des BMVg war er ab Oktober 2023 Bereichsleiter Luft im Luftwaffentruppenkommando. Seit Juli 2025 ist Teicke Stellvertreter des Kommandierenden Generals und Kommandeur Fliegende Verbände im Luftwaffentruppenkommando Köln.

## Familie
Bernhard Teicke stammt aus einer evangelischen Pfarrersfamilie und ist das jüngste von fünf Geschwistern. Der Vater Martin Teicke stammte ursprünglich aus Ostpreußen und lebte seit seiner Heirat 1953 mit seiner Frau Renate in Niedersachsen. 1967 zogen sie mit den Kindern nach Hahnenklee im damaligen Landkreis Zellerfeld bei Goslar, wo Teicke aufwuchs. Väterlicherseits besteht eine familiäre Verbindung mit Carl Teike, dem Komponisten des Marsches Alte Kameraden.
Bernhard Teicke ist verheiratet und hat drei Kinder.